# Ben Cureton
Ben Cureton, né le 11 février 1981 à Perth, est un rameur d'aviron australien. 

## Carrière
Ben Cureton participe aux Jeux olympiques de 2004 à Athènes et remporte la médaille d'argent avec le quatre sans barreur poids légers australien composé de Simon Burgess, Anthony Edwards et Glen Loftus.